# Operations management
Operations management is een deelgebied van het management dat gaat over de productie van goederen en diensten. Het is verantwoordelijk voor het effectief en efficiënt verloop van operaties binnen een bedrijf. Het is ook het management dat instaat voor de toevoer van grondstoffen en logistieke acties.
Met operaties bedoelt men het gedeelte van de productie dat waardetoevoegende activiteiten verricht.
Historisch gezien vormde operations management de basis van de eerste MBA-programma's.